# Mercurialis annua
La mercorella comune (Mercurialis annua L.), comunemente detta mercorella, è una pianta erbacea appartenente alla famiglia delle Euforbiacee.

## Descrizione
La mercorella è una pianta annua, da cui il nome latino; può arrivare ad una altezza di 40 cm. Le foglie sono provviste di picciolo con lamina lanceolata con 3-15 dentelli acuti per lato.
È una specie dioica. I fiori di colore verdastro, quelli maschili, sono riuniti in spighe erette, mentre i fiori femminili sono raggruppati in fascetti ascellari.
La fioritura si verifica tutto l'anno. Il frutto è una capsula a due valve.

## Distribuzione e habitat
La specie è diffusa in Macaronesia, Europa, Nord Africa e Medio oriente
È comune in tutta Italia, la si può trovare nei campi e nei vigneti, soprattutto nelle colture di pianura e collina sottoposte a sarchiatura.